# Wendy Toye
Wendy Toye (1. maj 1917 – 27. februar 2010) var en britisk balletdanser, filminstruktør og skuespiller.
Hun blev født i London, og startede karrieren som balletdanser og koreograf både på scenen og på film, i samarbejde med folk som Jean Cocteau og Carol Reed.
Hun debuterede i kortfilmen The Stranger Left No Card i 1952, filmen vandt prisen som den bedste fiktive kortfilm ved premieren på Cannes Film Festival i 1953.
I 1940 blev hun gift med Edward Selwyn Sharp, og blev skilt igen i 1950. Hun blev tildelt Silver Jubilee Medal i 1977, og Order of the British Empire i 1992.
Hun døde den 27. februar 2010 på Hillingdon Hospital i Greater London.